# Dipartimento di Curacó
Curacó è un dipartimento argentino, situato nella parte sud-occidentale della provincia di La Pampa, con capoluogo Puelches.
Esso confina a nord con i dipartimenti di Limay Mahuida e Utracán, ad est con il dipartimento di Lihuel Calel, a sud con la provincia di Río Negro e ad ovest con il dipartimento di Puelén.
Secondo il censimento del 2001, su un territorio di 13.125 km², la popolazione ammontava a 886 abitanti, con un aumento demografico del 0,91% rispetto al censimento del 1991.
Il dipartimento comprende parte del comune di Puelches (inclusa la città sede municipale); e parte del comune di Veinticinco de Mayo e della comisión de fomento di Gobernador Duval, la cui sedi municipali però si trovano in un altro dipartimento.